# Мария Амалия Бурбон-Сицилийская
Мария Амалия Бурбон-Сицилийская (итал. Maria Amalia di Borbone-Due Sicilie, полное имя Maria Amalia Ferdinanda di Borbone, principessa di Borbone delle Due Sicilie; 1818—1857) — принцесса Бурбон-Сицилийская, инфанта Португалии и Испании.

## Биография
Родилась 25 февраля 1818 года в городе Поццуоли в семье Франциска I и Марии Изабеллы Испанской, став их восьмым ребёнком.
25 мая 1832 года в Мадриде вышла замуж за инфанта Себастьяна де Бурбона. Их брак был бездетным. После смерти Марии Амалии в 1860 году он женился повторно.
Умерла 6 ноября 1857 года в Мадриде. Похоронена в мемориальном комплексе Санта-Кьяра в Неаполе.
Награждена орденом Королевы Марии Луизы.